# Saint-Georges-sur-Allier
Saint-Georges-sur-Allier is een gemeente in het Franse departement Puy-de-Dôme (regio Auvergne-Rhône-Alpes). De plaats maakt deel uit van het arrondissement Clermont-Ferrand. Saint-Georges-sur-Allier telde op 1 januari 2022 1.352 inwoners.

## Geografie
De oppervlakte van Saint-Georges-sur-Allier telde op 1 januari 2022 1.352 inwoners.

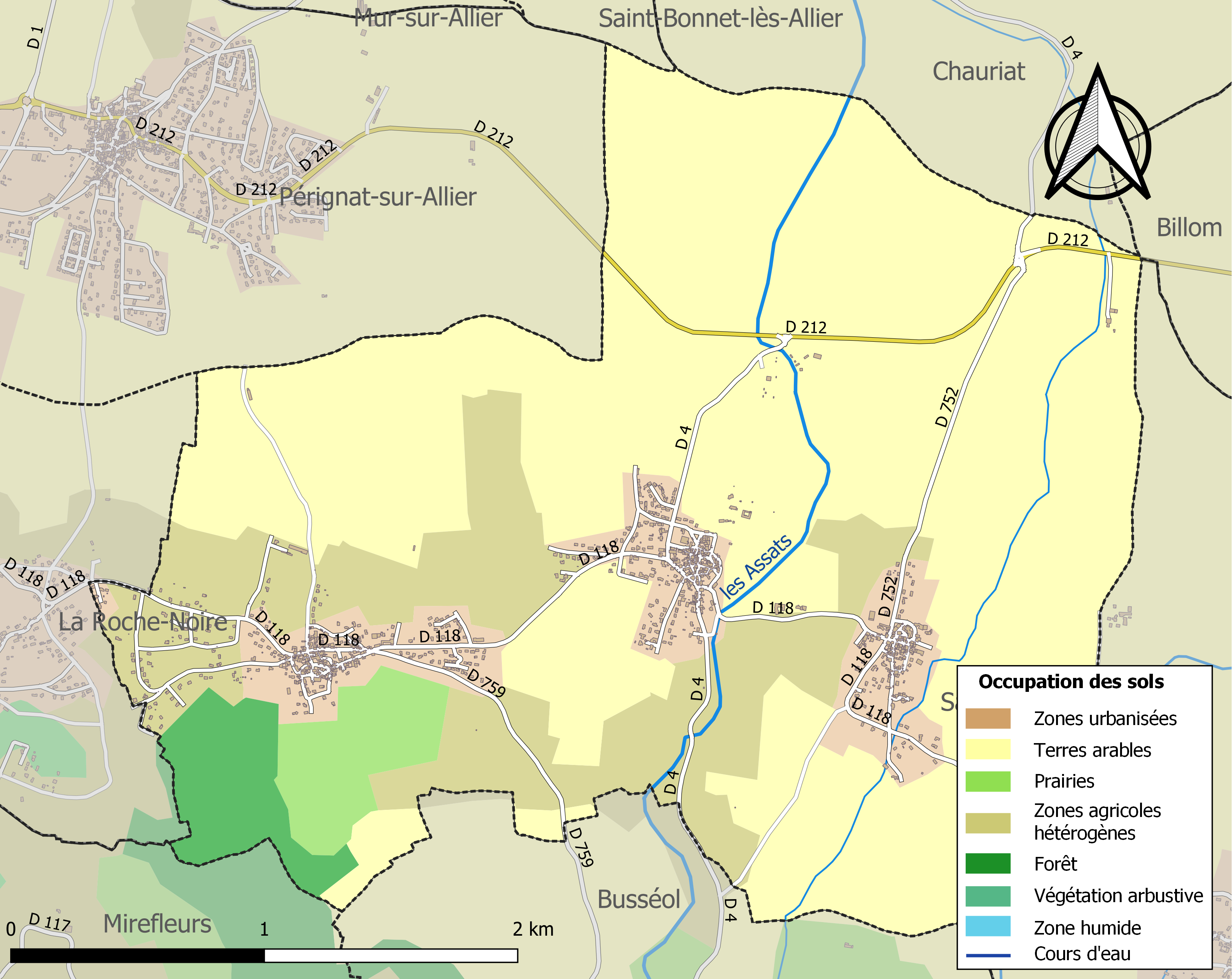
Kaart van de gemeente met belangrijkste infrastructuur, bodemgebruik en omliggende gemeenten

## Demografie
Onderstaande figuur toont het verloop van het inwonertal (bron: INSEE-tellingen).